# Леонора Блум
Леонора Блум (рођена 18. децембар 1942. у Њујорку) је истакнута професорка рачунарских наука на универзитету Карниги Мелон.

## Младост и образовање
Леонора је одрасла у Њујорку и Венецуели. Њена мајка је предавала природне науке у њујоршкој школи.
Након средње шоле, студирала је архитектуру на Карнигијевом институту за технологију од 1959. до 1961. пре него што је прешла на Симонов колеџ у Бостону на студије математике, завршивши их 1963.
Докторирала је из математике на Масаучетском технолошом институту 1968. Њена дисертација се бавила уопштеним алгебарским структурама, а ментор јој је био Џералд Сакс. Онда је била на Калифорнијском универзитету у Берклију као постдокторант и предавач математике.

## Каријера
1973. је почела да ради на Миловом колеџу, где је 1974. засновала радни однос на одељењу за математику и рачунарство (где је током 13 година била руководилац).
1983. Леонора је освојила награду Националне научне фондације за животно дело за рад са Мајклом Шабом током две године на последипломском центру CUNY. Радили су на безбедним генераторима псеудослучајних бројева и израчунавању рационалних функција. 1987. провела је годину у IBM-у. 1989. објавила је чланак са Мајклом Шабом и Стивеном Смелом о NP потпуности, рекурзивним функцијама и универзалним Тјуринговим машинама, видети Блум-Шаб-Смелову машину. 1990. се обратила међународном конгресу математичара на теорији сложености израчунавања и реалном израчунавању.
1992. Леонора је постала вршилац дужности директора на Институту за истраживања у математичким наукама (познатом као MSRI). Након једногодишњег гостовања на Градском универзитету у Хонг Конгу, 1999. је прешла на положај на Карниги Мелон универзитету.
 2002. је изабрана за Нетер предавача, што је годишње признање за жене у математици које додељује Асоцијација за жене у математици. 2012. постала је чланица Америчког математичког друштва.

## Лични живот
Леонора Блум је удата за Мануела Блума и мајка је Аврама Блума. Сво троје су се школовали на Масаучетском технолошком институту и професори су рачунарских наука на Карниги Мелон универзитету.

## Одабрани чланци
- L. Blum, M. Blum and M. Shub, “A Simple Secure Pseudo-Random Number Generator,” SIAM Journal of Computing, Vol. 15, No. 2, 364-383, May 1986.
- L. Blum, “A New Simple Homotopy Algorithm for Linear Programming I,” Journal of Complexity, Vol.4, No.2, 124-136, June 1988.
- L. Blum, M. Shub, S. Smale, “On a Theory of Computation Over the Real Numbers; NP Completeness, Recursive Functions and Universal Machines,” FOCS; 88; Bulletin of the AMS, Vol. 21, No.1, 1-46, July 1989.
- L. Blum, F. Cucker, M. Shub and S. Smale, Complexity and Real Computation, Springer-Verlag, 1998.
- L. Blum, “Computing over the Reals, Where Turing Meets Newton”, Notices of the AMS, October, 2004.